# Sphaerodactylus glaucus
Sphaerodactylus glaucus este o specie de șopârle din genul Sphaerodactylus, familia Gekkonidae, descrisă de Cope 1866. Conform Catalogue of Life specia Sphaerodactylus glaucus nu are subspecii cunoscute.

## Galerie

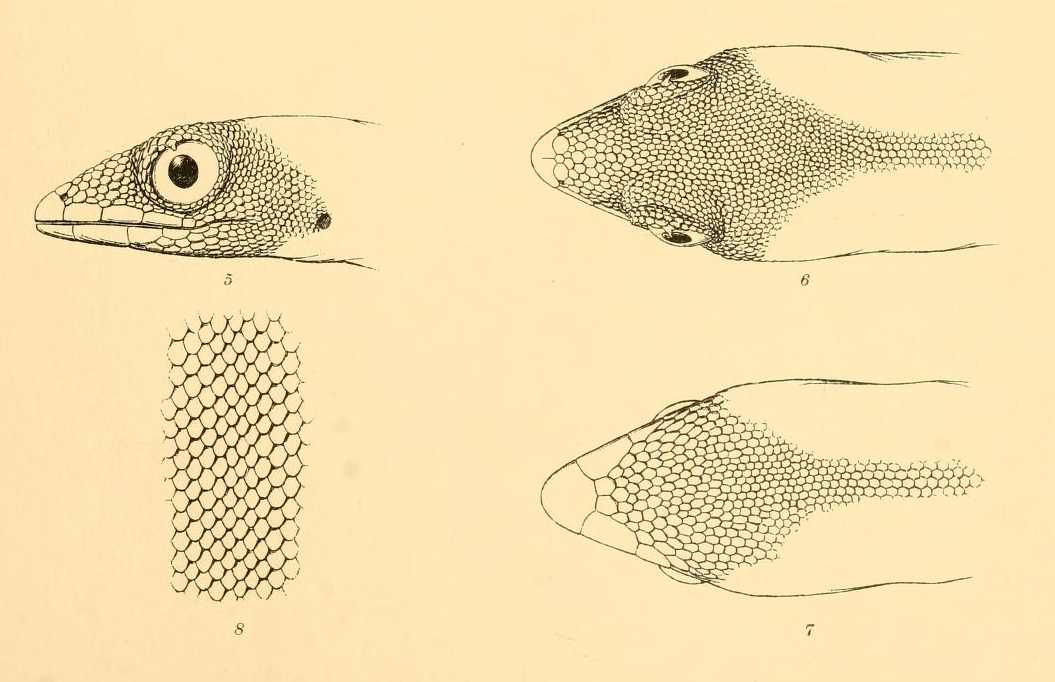